# Џои (ТВ серија)
Џои (енгл. Joey) је америчка телевизијска хумористичка серија, премијерно је емитована од 2004. до 2006. Серија прати Џоиев живот после серије Пријатељи.
Серија је у Србији емитована на РТВ Пинк (2005–2006) и ТВ Б92 (2013).

## Радња
Џои се сели у нови град у нади да ће коначно постати прави глумац. У новој средини није ништа мање погубљен и ништа мање инцидентан. Џои је још увек самац. Почиње да живи са сином своје сестре 20-годишњим генијем и научником. Оно што Џоију недостаје у образовању он надокнађује тако што лако и једноставно комуницира са људима, а то га чини најбољим пријатељем којег је његов нећак могао да пожели.

## Улоге
| Глумац          | Улога                 |
| --------------- | --------------------- |
| Мет Лебланк     | Џои Трибијани         |
| Поло Костанзо   | Мајкл Трибијани       |
| Дре де Матео    | Ђина Трибијани        |
| Андреа Андерс   | Алекс                 |
| Џенифер Кулиџ   | Боби                  |
| Роберт Костанзо | Џои Трибијани старији |

## Ликови
- Џои је луд за женама и храном. Можда није најбољи глумац, али је раскошно талентован за блам и бесмисленост. Познат по улози у серији „Дани нашег живота“.
- Мајкл је геније и научник а његов идол је Џои зато што има таленат да заведе сваку девојку коју пожели.
- Ђина је фризерка а касније ради као секретарица код Боби која је Џоијев агент. Ђина је Мајкла родила када је имала 16 година али га је слагала да га је родила када је имала 22.
- Алекс је Џоијева прва комшиница, пријатељица и станодавац. У другој сезони она се заљубљује у Џоија.
- Боби је Џоијев агент, наводно је међу најмоћнијих жена у Холивуду. Свиђа јој се Мајкл.

## Продукција
- Након што је серија „Пријатељи“ престала да се приказује 2004. године Џои Трибијани је отишао у Лос Анђелес у нади да ће коначно постати прави глумац и тада настаје серија Џои.
- „Џои“ није успео да освоји публику и критичаре па је серија отказана после друге сезоне 2006. године.[2]
- Мет Лебланк каже да му није жао што је глумио у серији, али истиче да би пројекат био пуно успешнији да су сценаристи веродостојније пренели лик Џоија из серије „Пријатељи“.[2]
- Мет Лебланк каже да је од творца серије „Пријатељи“ Дејвида Крејна тражио да преузме пројект Џои, али је он то одбио.[2]